# 馬場豊 (飛込選手)
馬場 豊（ばば ゆたか、1933年11月30日 または 1934年1月18日 - ）は、日本の飛込競技選手、指導者。元飛び込み日本代表。

## 来歴
兵庫県立神戸高等学校を経て、早稲田大学水泳部に所属、1953年から1955年まで日本学生選手権水泳競技大会の男子飛び板飛び込みで3連覇。マニラで行われた1954年アジア競技大会の同種目で銅メダルを獲得、1955年の日本選手権水泳競技大会でも同種目で優勝している。
早稲田大学理工学部卒業後は株式会社天御津に就職し、1956年の日本選手権水泳競技大会の3m飛び板飛び込みで2連覇を達成。1956年メルボルンオリンピックに出場するも、大会中、現地の五輪プールで練習中に負傷し、高飛び込みで11位、板飛び込みで12位に終わり入賞を逃した。1957年の日本選手権水泳競技大会では、高飛び込みで馬淵良の4連覇を防いで優勝するが、3m飛び板飛び込みではその馬淵に3連覇を防がれ準優勝となった。翌1958年は3m飛び板飛び込みの優勝を奪回。東京で行われた1958年アジア競技大会では3m飛び板飛び込みで金メダルを獲得した。
引退後は1961年のユニバーシアードで飛込競技の全日本コーチとして、のち国土計画に所属して日本代表のコーチとなり、日本の飛込競技の強化に尽力した。